# Herblay-sur-Seine
Herblay-sur-Seine [ɛʁblɛ syʁ sɛn] ist eine französische Gemeinde mit 31.818 Einwohnern (Stand 1. Januar 2022) im Département Val-d’Oise in der Region Île-de-France.
Die ursprünglich mit dem Namen Herblay bezeichnete Gemeinde änderte ihre Bezeichnung mit Erlass N° 2018-956 vom 5. November 2018 auf den aktuellen Namen Herblay-sur-Seine.

## Geografie
Die Stadt liegt an der Seine, 20 Kilometer nordwestlich des Stadtzentrums von Paris.
Nachbargemeinden sind Pierrelaye im Norden, Beauchamp im Nordosten, Montigny-lès-Cormeilles im Osten, La Frette-sur-Seine im Südosten, Achères im Südwesten, Conflans-Sainte-Honorine im Westen sowie Éragny und Saint-Ouen-l’Aumône im Nordwesten.

### Stadtteile
| - Les Marronniers - Le Centre-ville - Le Village - Les Cailloux Gris - L’Orme Macaire - les Buttes Blanches - Le Runch - Les Bournouviers - Le Trou-Poulet | - les Chênes - Les Fougères - Le Hameau - Les Fontaines - La Patte d’Oie d’Herblay - Le Val d’Herblay - La Tournade - Les Quais de Seine |

Die Einwohner werden Herblaysien(ne)s oder Herblaisien(ne)s genannt.

### Klima
Die Gemeinde unterliegt wie die ganze Île-de-France einem abgeschwächten Seeklima. Die Lage der Kommune an der Seine in der Agglomeration in Paris ruft eine leichte Erhöhung der Temperatur um ein bis zwei Grad hervor. Die mittlere Jahrestemperatur beträgt 11 °C, der kälteste Monat ist der Januar mit +4 °C; der heißesten Monat sind der Juli und August mit +19 °C (mittlere Aufzeichnungen). Die Zahl der Tage, an denen die Temperatur 25 °C übersteigt, ist 40, an 8 Tagen werden sogar mehr als 30 °C erreicht. Im Département Val-d’Oise beträgt zwischen 1999 und 2019 die durchschnittliche mittlere jährliche Sonnenscheindauer circa 2294 Stunden.
| Monat                             | Jan | Feb | März | Apr | Mai | Juni | Juli | Aug | Sept | Okt | Nov | Dez | Jahr |
| --------------------------------- | --- | --- | ---- | --- | --- | ---- | ---- | --- | ---- | --- | --- | --- | ---- |
| mittlere Maximaltemperaturen (°C) | 6   | 7   | 11   | 14  | 18  | 21   | 24   | 24  | 21   | 15  | 9   | 7   | 14,8 |
| mittlere Minimaltemperaturen (°C) | 1   | 1   | 3    | 6   | 9   | 12   | 14   | 14  | 11   | 8   | 4   | 2   | 7,1  |
| mittlere Temperaturen (°C)        | 4   | 4   | 7    | 10  | 14  | 17   | 19   | 19  | 16   | 12  | 7   | 5   | 11,2 |
| Quelle:                           |     |     |      |     |     |      |      |     |      |     |     |     |      |

## Geschichte

### Ursprung
Bekannt war es im Jahr 754 unter dem Namen Arbrelidum, dann hieß es Erblay, später Arblay.
Die Stadt gehörte zu den Grundherrschaften des Abbés de Saint-Denis, des Domkapitels von Notre-Dame de Paris und der Familie Chaumont. Es gehörte zum Lehen des Jean de Beauvais im 14. Jahrhundert, im 16. Jahrhundert dem der Ailegrin.
Die Kirche Saint-Martin aus dem 12. Jahrhundert wurde am 6. Juli 1925 zum Baudenkmal erklärt. Sie ist erbaut an der Stelle einer merowingischen Nekropole.

### 19. Jahrhundert
Am Ende des 19. Jahrhunderts bis zum Anfang des 20. Jahrhunderts entwickelte sich die Stadt dank dem Bau der Eisenbahn sehr schnell. Viele Bürgerfamilien siedelten sich auf dem Land an, das in der Nähe von Paris liegt. Sie beauftragten bei den Architekten schöne Villen vom Zeitgemäßen bis zum Jugendstil.
Architekt Henri Lecoeur (1867–1951)
- 4, 6, 14 et 18 rue Maurice Berteaux.
- 21 rue des Sablons.

Architekten Paul et Albert Leseine und Coulon.
- "Les Hirondelles" 31 quai du Génie

Architekt P Guignard.
- 17 et 19 rue des Sablons.

## Einwohnerzahlen
| Jahr      | 1962   | 1968   | 1975   | 1982   | 1990   | 1999   | 2007   | 2016   | 2020   |
| --------- | ------ | ------ | ------ | ------ | ------ | ------ | ------ | ------ | ------ |
| Einwohner | 10 220 | 12 264 | 16 397 | 19 647 | 22 135 | 23 083 | 26 137 | 29 066 | 31 747 |

## Verwaltung

### Haushalt und Steueraufkommen
Im Jahr 2007 umfasste der Haushaltsvolumen:
33.303.000 Euro für Verwaltungskosten und 15.503.500 Euro für Investitionen.

### Bürgermeister
- 1995 bis 2001: Jean-Pierre Lechalard
- seit 2001: Patrick Barbe

### Kriminalität
Die Kriminalitätsrate von Herblay-sur-Seine (einschließlich Montigny-lès-Cormeilles und La Frette-sur-Seine) ist 88 Fälle pro 1000 Einwohner (Kriminalfälle und Delikte, Zahlen von 2007) was im nationalen Mittel liegt (83/1000) und in der Nähe des mittleren Wertes des Departements (89/1000). Die Rate der gelösten Kriminalfälle liegt bei 27,20 %, leicht unterhalb der Rate des Départements von 28,83 %.

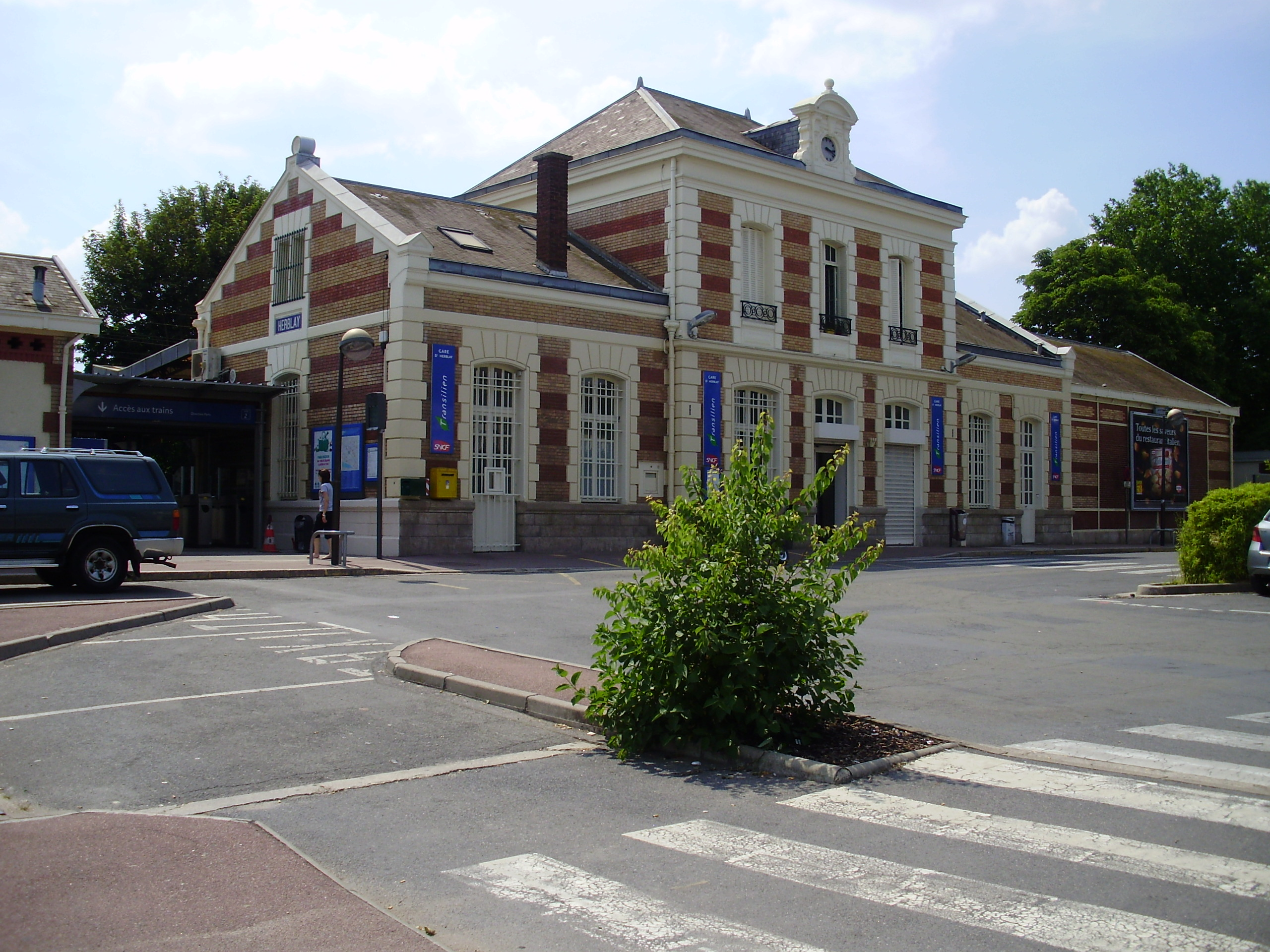
Bahnhof Herblay

## Wirtschaft und Infrastruktur

### Verkehr
Herblay hat einen Bahnhof an der Bahnstrecke Paris–Mantes, der am 1. Juni 1892 von der Compagnie des chemins de fer de l’Ouest eröffnet wurde. Er wird aktuell von Vorortzügen der Linie J des Transilien-Netzes  bedient.
Die Gemeinde ist in das dichte Straßennetz des Großraums Paris eingebunden. Eine direkte Verbindung nach Paris bietet die Autobahn A 15 mit zwei Anschlussstellen.

### Bildung
Die weiterführen Schulen sind:
- Collèges: Jean Vilar , Georges Duhamel
- Lycée: Montesquieu
- Privatschule: Ecole Montaigne (weiterführende Schule von der 6. Klasse bis zum Abschluss)

## Sehenswürdigkeiten
Siehe: Liste der Monuments historiques in Herblay-sur-Seine

## Städtepartnerschaften
- Taunusstein in Hessen, seit 1973

## Persönlichkeiten
- Jacqueline Brumaire (1921–2000), Sopranistin
- Ginette Pigeon (* 1933), Schauspielerin
- Pierre Pincemaille (1956–2018), französischer Organist und Musikpädagoge
- Maxime Chattam (* 1976), Schriftsteller
- Die Brüder Fourmont (Étienne und Michel), die ersten europäischen Sinologen.